# Majorité absolue
Lors d'un vote, l'obtention de la majorité absolue nécessite de réunir plus de la moitié des suffrages exprimés, ce qui est souvent résumé par l'expression « 50 % plus une voix », bien que celle-ci fasse débat.

## Définition et exemples
On parle de majorité absolue par opposition à la majorité relative.
La majorité absolue est égale à la moitié des suffrages exprimés plus un si leur nombre est pair ou, si leur nombre est impair, égale à la moitié du nombre pair immédiatement supérieur,,. Par exemple :
- s’il y a 100 suffrages exprimés, on obtient la majorité absolue à partir de 51 suffrages exprimés (100 divisé par 2, plus 1);
- s’il y a 101 suffrages exprimés, on obtient la majorité absolue à partir de 51 suffrages exprimés (102 divisé par 2).

Dans le cas où un vote requiert un seuil supérieur encore à la moitié des suffrages exprimés, on parle de majorité qualifiée, par exemple pour une majorité des deux tiers ou des trois cinquièmes des voix[réf. nécessaire].

### L’expression «50% + 1»
L’expression « 50 % + 1 » est utilisée de manière occasionnelle dans les textes d'organisation des scrutins ainsi que dans les médias pour désigner la majorité absolue,. Elle suppose alors, dans le cas d'un total impair, que les 50 % ne soient pas arrondis à la voix supérieure. C'est par exemple le cas avec la règle du 50+1 dans le football allemand. 
La définition de la majorité absolue par un arrondi à la voix supérieure ou inférieure fait notamment l'objet d'une crise constitutionnelle en 2019 au Guyana. Le gouvernement de David Granger dispose alors d'une fragile majorité d'un seul siège à l'Assemblée nationale, avant que la défection de l'un de ses membres en faveur de l'opposition ne conduise au vote d'une motion de censure par 33 voix sur 65. Des élections législatives anticipées sont alors requises par la constitution après le vote d'une telle mention à la majorité absolue, mais une controverse d'ordre constitutionnel s'ensuit rapidement. Les partisans du gouvernement arguent que, la majorité absolue s'établissant à 50 % + 1, soit 32,5 + 1, il est nécessaire pour l'obtenir de réunir 34 votes, 32,5 s'arrondissant selon eux au chiffre supérieur, tandis que l'opposition affirme qu'il s'arrondit au chiffre inférieur, et que la motion a donc bien été votée à la majorité absolue. La Haute Cour de justice du Guyana juge la motion de censure valide le 31 janvier, mais son jugement est cassé le 22 mars par la Cour d'appel, saisie par le gouvernement, qui se prononce en faveur d'un arrondi au supérieur et annule donc le scrutin anticipé. L'opposition décide en retour de faire appel à la Cour caribéenne de justice (CCJ), la plus haute juridiction du pays et d'une douzaine d'autres dans la région. Le 18 juin, celle-ci rend sa décision qui valide la motion de censure à la majorité absolue arrondi au chiffre inférieur, menant à la tenue d'élections le 2 mars 2020.

## Suffrages exprimés
La majorité absolue est déterminée le plus souvent sur le nombre de suffrages exprimés.

On désigne par suffrages exprimés les votes valides, par opposition aux votes nuls et, selon les pays, aux votes blancs. Un vote est considéré comme valide s'il est effectué selon le code électoral, aussi bien du point de vue des documents à présenter (carte d'identité par exemple) que de la manière de voter (par exemple, l'utilisation de l’isoloir) ou du comportement du votant dans le bureau de vote (pas de revendication dans le bureau de vote, par exemple). Par ailleurs, il ne sera comptabilisé comme valide que si le bulletin de vote respecte aussi le code électoral (pas de rature, d’inscription, de graffiti, etc.).